# Марисковетере
Марисковетере (итал. Marsicovetere) је насеље у Италији у округу Потенца, региону Базиликата.
Према процени из 2011. у насељу је живело 628 становника. Насеље се налази на надморској висини од 1006 м.

## Становништво
Према резултатима пописа становништва 2011. у општини је живело 5.341 становника.
| 1951. | 1961. | 1971. | 1981. | 1991. | 2001. | 2011. |
| ----- | ----- | ----- | ----- | ----- | ----- | ----- |
| 2.246 | 2.428 | 2.681 | 3.358 | 4.098 | 4.703 | 5.341 |